# سوتري
سوتري، هي بلدة قديمة وحديثة كومونا وأسقفية السابق (الآن اللاتينية اسمية انظر) في محافظة فيتربو، حوالي 50 كيلومتر (31 ميل) من روما وحوالي 30 كيلومتر (19 ميل) جنوب فيتيربو. إنه ذو موقع رائع على تل ضيق من التوف، محاط بالوديان، وعنق ضيق من الغرب وحده يربطه بالريف المحيط.
الحديثة كومونا من الستري لديها أكثر عدد قليل من 5000 نسمة. تعتبر بقاياها القديمة نقطة جذب رئيسية للسياحة: مدرج روماني تم التنقيب عنه في صخرة التاف، وجبانة إتروسكان مع عشرات المقابر المنحوتة في الصخر، وميثرايوم مدمج في سرداب كنيستها في مادونا ديل بارتو، وهي كاتدرائية رومانية.

## تاريخ
واحتل السوتريوم القديم موقعًا مهمًا، حيث كان يقود الطريق إلى إتروريا، فيما بعد فيا كاسيا: يصفه ليفي بأنه أحد مفاتيح إتروريا، بالقرب من نيبي هو الآخر. وصلت إلى أيدي روما بعد سقوط فيو، وتأسست هناك مستعمرة لاتينية؛ تم فقده مرة أخرى في عام 386 قبل الميلاد، ولكن تم استعادتها وإعادة استعمارها حوالي 383 قبل الميلاد. حاصرها الأتروسكان في 311 – 310 قبل الميلاد، لكن لم يتم الاستيلاء عليها. مع نيبي وعشر مستعمرات لاتينية أخرى، رفضت تقديم المزيد من المساعدة في الحرب البونيقية الثانية عام 209 قبل الميلاد. تفسر أهميتها كحصن، وفقًا لفستوس، المثل السوتريوم، للشخص الذي يمارس أعمالًا مهمة، كما يحدث في بلوتوس. وهي مذكورة في حرب 41 قبل الميلاد، واستقبلت مستعمرة من قدامى المحاربين تحت تريومفيري (Colonia coniuncta lulia Sutrina). تظهر النقوش أنه كان مكانًا ذا أهمية ما في ظل الإمبراطورية، وقد ورد ذكره على أنه احتلته من قبل اللومبارد.
واحتفظت سوتري بأهميتها الإستراتيجية كمكان محصن بالقرب من حدود دوقية روما. كان تبرع سوتري اتفاقًا تم التوصل إليه في سوتري بين الملك اللومباردي ليوتبراند اللومباردي والبابا غريغوري الثاني في 728. في سوتري، توصل الاثنان إلى اتفاق، بموجبه تم منح سوتري وبعض مدن التلال في لاتيوم (انظر فيترالا) إلى البابوية، «كهدية إلى الرسولين بطرس وبولس المباركين» وفقًا لـ كتاب الباباوات . شكلت المعاهدة الامتداد الأول للأراضي البابوية خارج حدود دوقية روما. تم العثور على كنز مهم من المجوهرات يعود تاريخه إلى هذا الوقت، والمعروف باسم Sutri Treasure ، بالقرب من المدينة في القرن التاسع عشر. هو الآن في المتحف البريطاني.
وسوتري، مقر الأسقفية (انظر أدناه) ، تم استرداده للبابوية بعد هزيمة اللومبارد.
تنازل البابا غريغوري السادس عن العرش في سوتري في ديسمبر 20، 1046، وعقب سينودس سوتري المنعقد بناءً على طلب الإمبراطور هنري ثالثا. في عام 1111 كان مقر المعاهدة بين الفصح الثاني والإمبراطور هنري الخامس؛ وفي 1146 و 1244 يوجين الثالث وإنوسنت لجأ الرابع هنا، على التوالي. في عام 1244 تم غزوها من قبل بيترو دي فيكو، ولكن تم الاستيلاء عليها لاحقًا من قبل باندولفو، كونت أنغيلارا، الذي أعادها إلى الولايات البابوية.
وشهدت المدينة صراعات بين الغويلفيين والغيبيلين. وفي عام 1433 أشعل كوندوتييرو نيكولو فورتبراتشيو النار في سوتري، ومن تلك النقطة فصاعدًا تراجعت المدينة لصالح رونسيجليوني.

## التاريخ الكنسي
وتأسست حوالي 500 كأبرشية سوتري (الإيطالية) أو سوتريوم (لاتينية)، بدون سلف مباشر.
وفي 900 اكتسبت الأراضي الكنسية من أبرشية مونتيرانو المكبوتة. تنازل البابا غريغوري السادس عن العرش في سوتري في ديسمبر 20، 1046، عقب سينودس سوتري، انعقد مجلس غير مسكوني بناءً على طلب الإمبراطور هنري الثالث لحل ثلاث مطالبات متنافسة للبابوية، في نهاية المطاف لصالح الإمبريالية الألمانية ربيب، البابا كليمنت الثاني.
وفي 1435.12.12 تم قمعها نفسها، وتم دمج أراضيها وعنوانها في أبرشية نيبي سوتري التي أعيدت تسميتها حديثًا.
الأساقفة الحاليون المسجلون (غير مكتمل للغاية):
- طلب توماسو الدومينيكي (OP) (1325.06.07 - ؟)

### انظر الاسمي
وتم ترميم الأبرشية اسميًا في عام 1991 باسم أسقفية لاتينية سوتري (كوريات إيطالي) أو سوتريوم (لاتينية).
ولقد كان شاغلي المناصب التالية، من رتبة المناسب الأسقفي (الأدنى) مع اثنين من الاستثناءات archiepiscopal :
- رئيس الأساقفة الفخري: باولو ساردي (1996.12.10 - 2010.11.20)، بين مكاتب الكوريا الرومانية: سابقًا نائب أمين الشؤون العامة لسكرتارية الدولة البابوية (1992-1996.12.10)، فيما بعد نائب تشامبرلين للكنيسة الرومانية المقدسة الكاميرا الرسولية (2004.10.23 - 2011.01.22)، فرسان القديس يوحنا للقدس في رودس ومالطا (2009.06.06 - 2010.11.30)، الراعي المؤيد للرهبان العسكريين المستقلين ، كاردينال ديكون من S. Maria Ausiliatrice في Via Tuscolana (2010.11.20 [2011.05.24] - ...)، تمت ترقيته إلى راعي فرسان الإسبتارية العسكرية المستقلة أعلاه للقديس يوحنا في القدس في رودس ومالطا (2010.11.30 - 2014.11.08)
- الأسقف الفخري: كريستوف شونبورن، الرهبنة الدومينيكية (OP) (1991.07.11 - 1995.04.13) كأسقف مساعد في فيينا (فيينا، النمسا) (1991.07.11 - 1995.04.13)؛ تمت ترقيته لاحقًا إلى Coadjutor رئيس أساقفة فوق فيينا (النمسا) (1995.04.13 - 1995.09.14)، خلفًا كرئيس أساقفة متروبوليت فوق فيينا (فيينا، النمسا) (1995.09.14 - ...)، وهو أيضًا عادي للنمسا من الطقوس الشرقية (1995.11.06 - ...)، أنشأ الكاردينال كاهن جيسو ديفين لافوراتور (1998.02.21 [1998.11.22] -. . .)، رئيس المؤتمر الأسقفي للنمسا (1998.06.30 -. . .)، عضو لجنة الكرادلة المشرفين على معهد الأشغال الدينية (2014.01.15 -. . .)
- رئيس الأساقفة الفخري: أنطونيو جيدو فيليبازي (2011.01.08 -. . .)

## المعالم السياحية الرئيسية

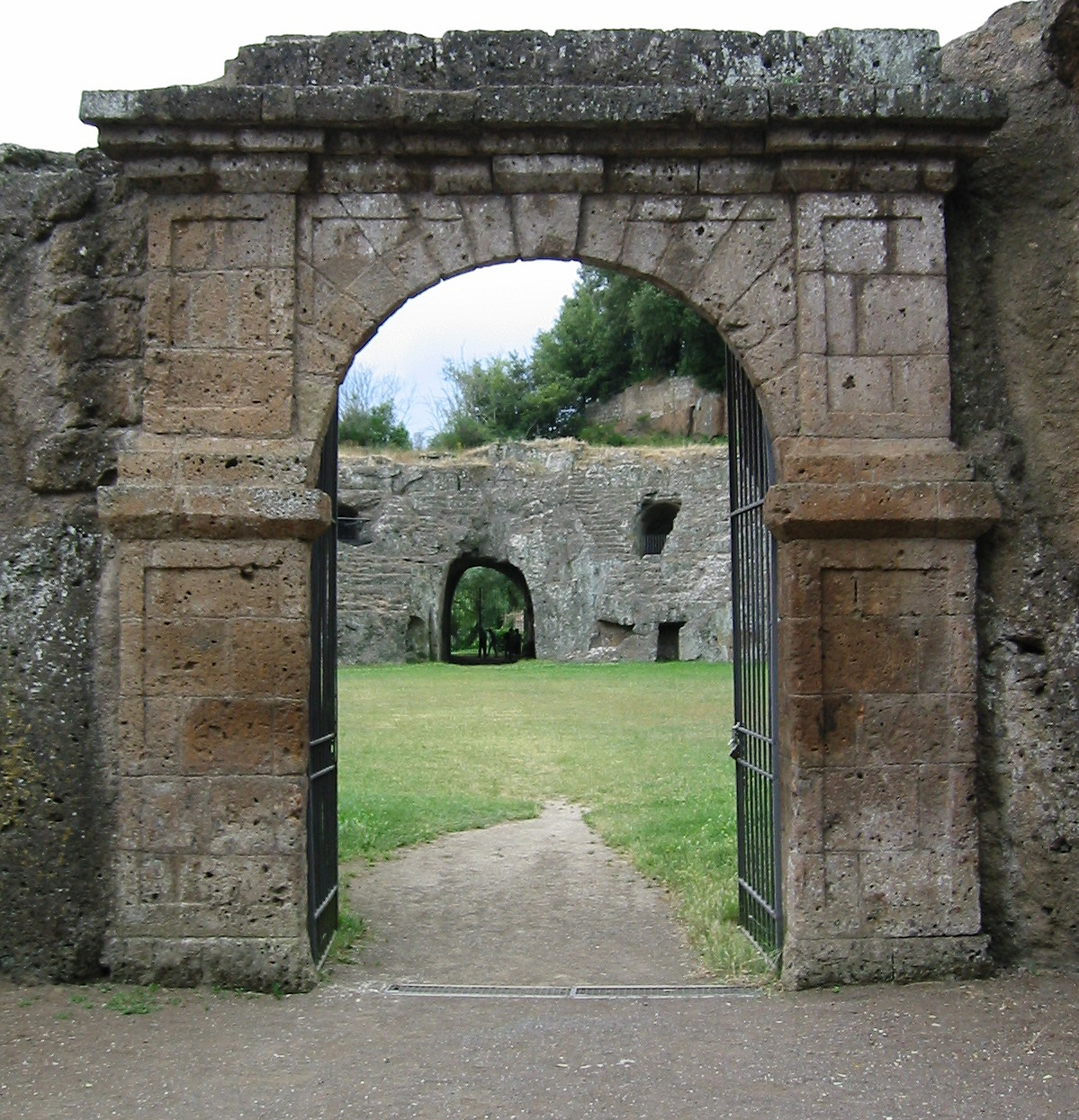
مدخل مدرج سوتري

وتوجد بعض بقايا أسوار المدينة القديمة من كتل مستطيلة من الطوف على الجانب الجنوبي من المدينة، وبعض المجاري الصخرية في المنحدرات تحتها.
الكاتدرائية، ذات الأصل الرومانسكي، حديثة إلى حد كبير: من صرح القرون الوسطى برج الجرس (1207) والقبو، من الفترة اللومباردية، ومع سبعة بلاطات مقسمة على عشرين عمودًا من أصول مختلفة.
وفي المنحدرات المقابلة للبلدة في الجنوب توجد كنيسة مادونا ديل بارتو المنحوتة في الصخر، والتي تم تطويرها من أحد المقابر الأترورية العديدة في المنطقة (وفقًا لبعض العلماء، كان موقع عبادة الجندي الوثني الميثرايوم).
الصرح الأكثر لفتًا للانتباه هو المدرج المحفور في الصخر في العصر الروماني، وهو أحد المعالم الأثرية الأكثر إيحاءًا في لاتيوم القديمة (لاتسيو). من المخطط الإهليلجي، يبلغ 49 by 40 متر (161 by 131 قدم).

## وسائل النقل
ويمكن الوصول إلى سوتري عبر كاسيا من روما أو فيتيربو، أقرب محطة سكة حديد على خط روما هي كابرانيكا.